# سیتی‌بنک امارات
سیتی‌بنک امارات (عربی: سيتي بنك) شرکت خدمات مالی و بانکداری اماراتی است، که در سال ۱۹۶۴ توسط سیتی‌گروپ تأسیس شد.